# El pueblo unido jamás será vencido
El pueblo unido jamás será vencido (Il popolo unito non sarà mai sconfitto) è una delle più note canzoni legate al movimento Unidad Popular e alla presidenza del Cile da parte di Salvador Allende, morto nel golpe cileno del 1973.

## Il brano
La canzone venne composta nel 1970 da Sergio Ortega che ne scrisse la musica e, in collaborazione con il gruppo musicale Quilapayún, il testo.
Famosa in Cile durante i tre anni della presidenza Allende, divenne - dopo il golpe cileno che portò al potere i militari guidati da Augusto Pinochet - un simbolo della lotta per il ritorno alla democrazia tanto in Cile quanto nel resto del mondo.

## Interpretazioni

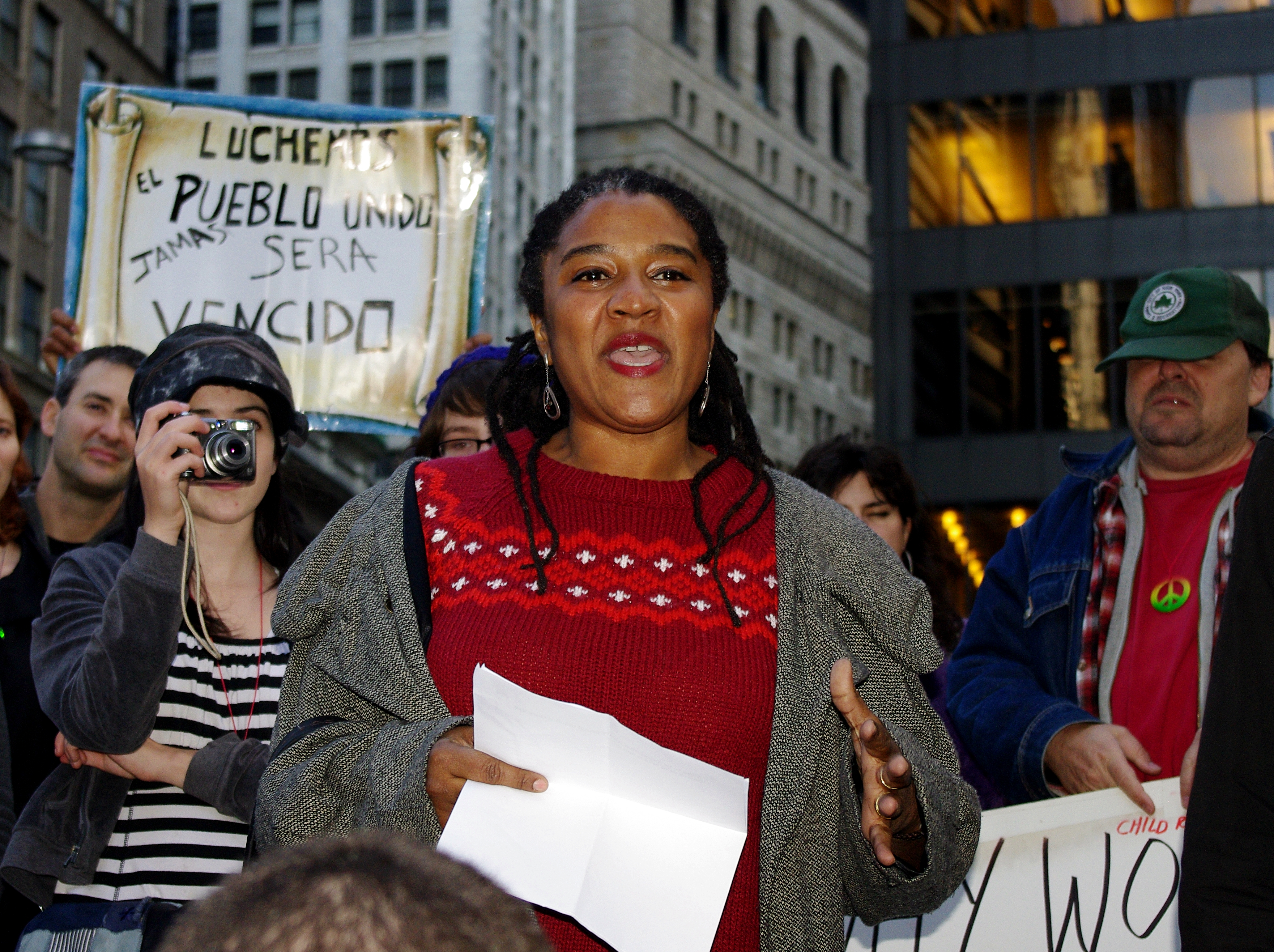
2011: Il titolo della canzone viene innalzato come slogan durante Occupy Wall Street

Oltre al gruppo dei Quilapayún, esule in Francia negli anni della dittatura, la canzone venne cantata e incisa anche dagli Inti-Illimani, altro gruppo storico della Nueva Canción Chilena, che aveva ottenuto asilo politico in Italia e che portò il brano alla completa notorietà.
Numerose sono state successivamente le traduzioni in altre lingue e gli arrangiamenti compiuti sul brano. Nel 1975 il musicista statunitense Frederic Rzewski compose trentasei variazioni per pianoforte sul brano, intitolate The People United Will Never Be Defeated!. In Iran la melodia è stata usata per una canzone rivoluzionaria in lingua persiana cantata nel 1979 durante la rivoluzione contro la monarchia dagli attivisti iraniani della sinistra e intitolata "Barpakhiz" (traducibile con Stai su, o Resisti).
Molti gruppi fra cui la Banda Bassotti (El pueblo unido jamás será vencido), i 99 Posse (El pueblo unido), gli Ska-P (Estampida), gli Anti-Flag (One People, One Struggle), i Thievery Corporation hanno eseguito una propria interpretazione del brano, mentre Claudio Baglioni ha inserito una cover del pezzo (eseguita insieme agli stessi Inti-Illimani) nell'album Anime in Gioco.
In alcune versioni di gruppi militanti la frase El pueblo unido jamás será vencido è sostituita, nell'ultimo verso, con El pueblo armado jamás será aplastado (Il popolo armato non sarà mai schiacciato).